# Musikförläggarna
Musikförläggarna grundades 1928 och är en svensk branschorganisation för musikförlag.
Föreningens ändamål är att främja samverkan mellan musikförläggare och tillvarata gemensamma intressen. Som förlagens enade röst driver Musikförläggarna branschens frågor i kontakter med både beslutsfattare, myndigheter, övrig musikbransch, media och allmänhet. Att skapa förståelse för musikens värde och för upphovsrättens funktion och betydelse är en av Musikförläggarnas huvuduppgifter.   
Tillsammans med Föreningen svenska tonsättare (FST) och Sveriges kompositörer och textförfattare (SKAP) är Musikförläggarna huvudman för Svenska Tonsättares Internationella Musikbyrå (Stim). 
Musikförläggarna arrangerar årligen prisgalan Musikförläggarnas pris, som syftar till att lyfta fram och uppmärksamma årets mest framstående svenska låtskrivare, kompositörer och textförfattare.